# Замок Комптон
Замок Комптон (англ. Compton Castle) — укреплённый средневековый замок, расположенный близ поселения Комптон, в 8 км к западу от города Торки, графство Девон, Англия. В течение нескольких столетий замок принадлежал семье Гилберт, с 1951 года сооружение находится под охраной Национального фонда.
Замок Комптон был построен в середине XIV века, и состоял лишь из одного зала, с пристроенными к нему хозяйственными помещениями. В 1520 году по приказу Джона Гилберта сооружение было перестроено. Существует легенда, что Уолтер Рэли, сводный брат Джона Гилберта, первый в Англии выкурил трубку с табаком. К началу XVIII века центральный зал замка полностью обветшал, но восстановлен он был лишь только в 1950-х годах. В 1785 году семья Гилберт продала замок. В 1931 году их потомки выкупили замок, а в 1951 году передали в Национальный фонд, но с условием, что члены семьи будут продолжать занимать Комптон. Это договорённость сохранилась до сих пор.
В 1995 году замок был задействован в съёмках фильма «Разум и чувства», режиссёра Энга Ли.